# Octotemnus mandibularis
Octotemnus mandibularis – gatunek chrząszcza z rodziny czerwikowatych.

## Taksonomia
Gatunek ten opisany został po raz pierwszy w 1813 roku przez Leonarda Gyllenhala pod nazwą Cis mandibularis.

## Morfologia
Chrząszcz o wydłużonym, prawie równoległobocznym ciele długości od 1,9 do 2,4 mm, z wierzchu połyskującym i  porośniętym delikatnymi, odstającymi szczecinkami, najlepiej widocznymi na opadających częściach pokryw. Ubarwienie ma brązowe do czarnobrązowego z jednolicie żółtymi czułkami oraz żółtawymi żuwaczkami i odnóżami. Czułki zbudowane z ośmiu członów, z których trzy ostatnie formują buławkę. U samca żuwaczki są zmodyfikowane, silnie wystające, niesymetryczne – lewa zopatrzona jest w mocny róg na grzbietowej stronie, dobrze widoczny patrząc od boku. Powierzchnia przedplecza jest płytko mikrorzeźbiona, pokryw zaś stosunkowo grubo punktowana. Przedpiersie jest wąskie i pozbawione wyrostka międzybiodrowego.

## Ekologia i występowanie
Owad saproksyliczny. Przechodzi rozwój w owocnikach hub, głównie z rodzajów wrośniak i szaroporka, rosnących na drzewach liściastych, szczególnie bukach, dębach, brzozach, wierzbach i wiązach. Ponadto bytuje w murszejącym drewnie, dziuplach, próchnowiskach i przegrzybiałych, omszałych pniach.
Gatunek palearktyczny, znany z Hiszpanii, Francji, Niemiec, Szwajcarii, Austrii, Włoch, Szwecji, Norwegii, Finlandii, Estonii, Litwy, Polski, Czech, Słowacji, Białorusi, Ukrainy, Rumunii, Bułgarii, Słowenii, Chorwacji, Bośni i Hercegowiny oraz europejskiej i syberyjskiej części Rosji.
W Polsce stwierdzono go na kilku stanowiskach w XIX wieku i na początku wieku XX. Na „Czerwonej liście zwierząt ginących i zagrożonych w Polsce” umieszczony został jako gatunek przypuszczalnie wymarły (EX?). Podobnie na „Czerwonej liście chrząszczy województwa śląskiego” ma status prawdopodobnie regionalnie wymarłego (RE?). Z kolei na „Czerwonej liście gatunków zagrożonych Republiki Czeskiej” umieszczony został jako gatunek krytycznie zagrożony wymarciem (CR).